# 黃拱
黃拱，福建福州永泰县白云人，清朝政治人物、進士出身。

## 生平
道光十二年，登進士，任工部主事，东河学习，运河、祥河同知，河南归德府知府，建溪凤池掌教。